# Corunca
Corunca (węg. Koronka) – wieś w Rumunii, w okręgu Marusza, w gminie Corunca. W 2011 roku liczyła 2649 mieszkańców.